# Guardia Imperial (Japón)

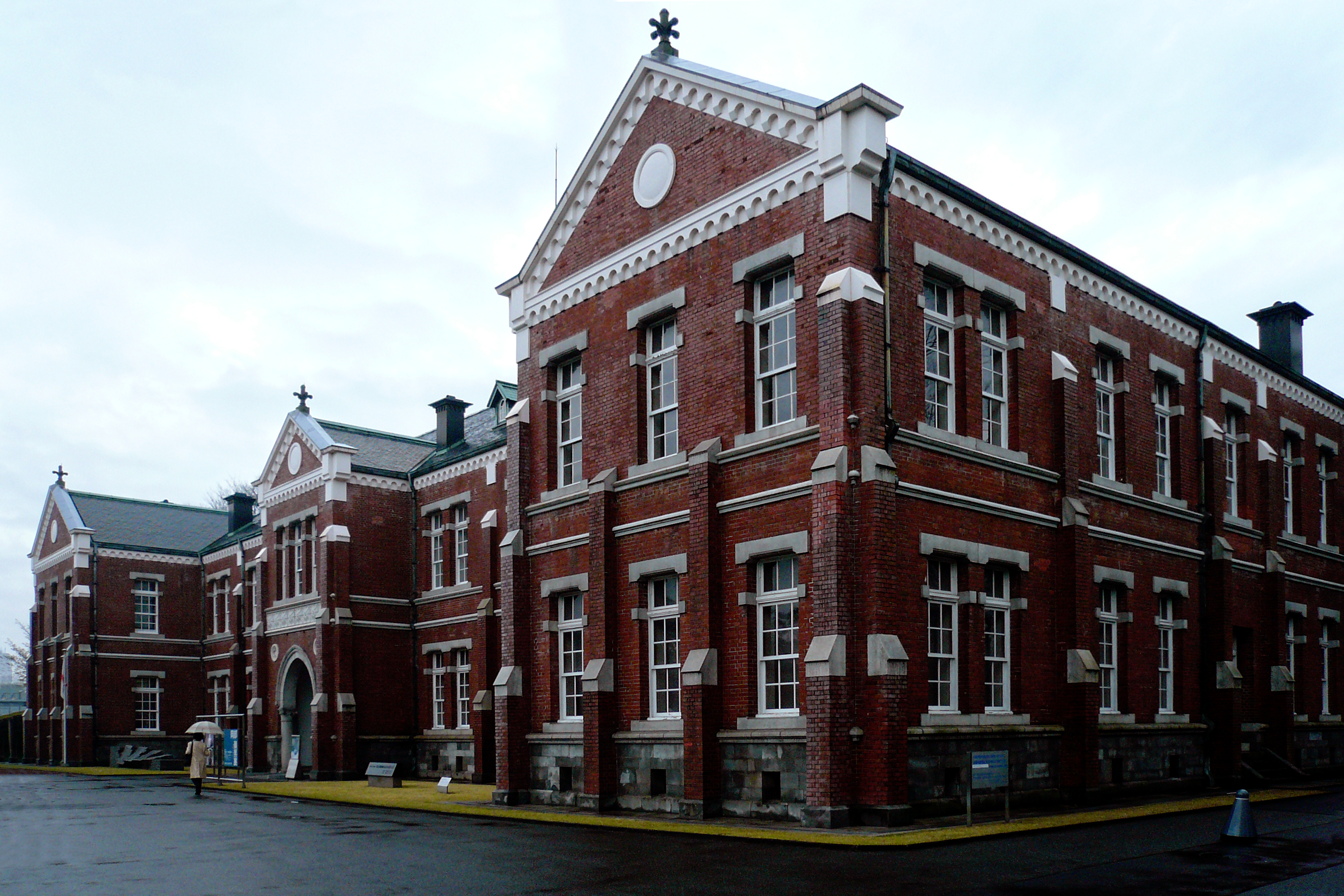
Antiguo acuartelamiento de la Guardia Imperial (en la actualidad, una de las salas del Museo Nacional de Arte Moderno de Tokio).

La Guardia Imperial (近衛師団 Konoe Shidan?,  lit. «División de Guardia Imperial») es un organismo de seguridad japonés, encargado de la protección del Emperador de Japón y su familia, así como los palacios y otras propiedades pertenecientes a la familia imperial. Originalmente se formó como una unidad del Ejército Imperial Japonés, pero fue disuelta tras el final de la Segunda Guerra Mundial y reemplazada en 1947 por una fuerza de seguridad de carácter civil, que es el que ha llegado hasta la actualidad.
La Guardia Imperial pasó a formar parte de la Agencia Nacional de Policía japonesa en 1954.

## Historia

### Creación y desarrollo posterior
Cuando el emperador Meiji asumió todos los poderes del estado durante la llamada Restauración Meiji, ordenó la formación de una Guardia Imperial para su protección personal y de la familia imperial japonesa. A partir de 1867 se empezó a formar una Guardia Imperial a partir de partidarios de la facción imperial y antiguos samuráis. Esta unidad acabaría constituyendo el núcleo del naciente Ejército Imperial Japonés, especialmente a partir de la reforma de 1871-1872. Para marzo de 1872 ya estaba formada y operativa la Guardia Imperial, bajo el mando inicial de Saigō Takamori. Durante los siguientes años la nueva unidad, que había sido organizada y entrenada según los esquemas militares franceses, pasó a estar compuesta por 12.000 hombres, entre soldados y oficiales. Se organizaron dos brigadas de Guardias: la primera estaría compuesta por los regimientos 1.º y 2.º, mientras que la segunda estaría compuesta por los regimientos 3.º y 4.º. Sin embargo, tras la decisiva victoria alemana en la guerra franco-prusiana, el gobierno nipón también contrató a oficiales alemanes para reorganizar la Guardia Imperial siguiendo el modelo de la Gardes du Corps prusiana. 

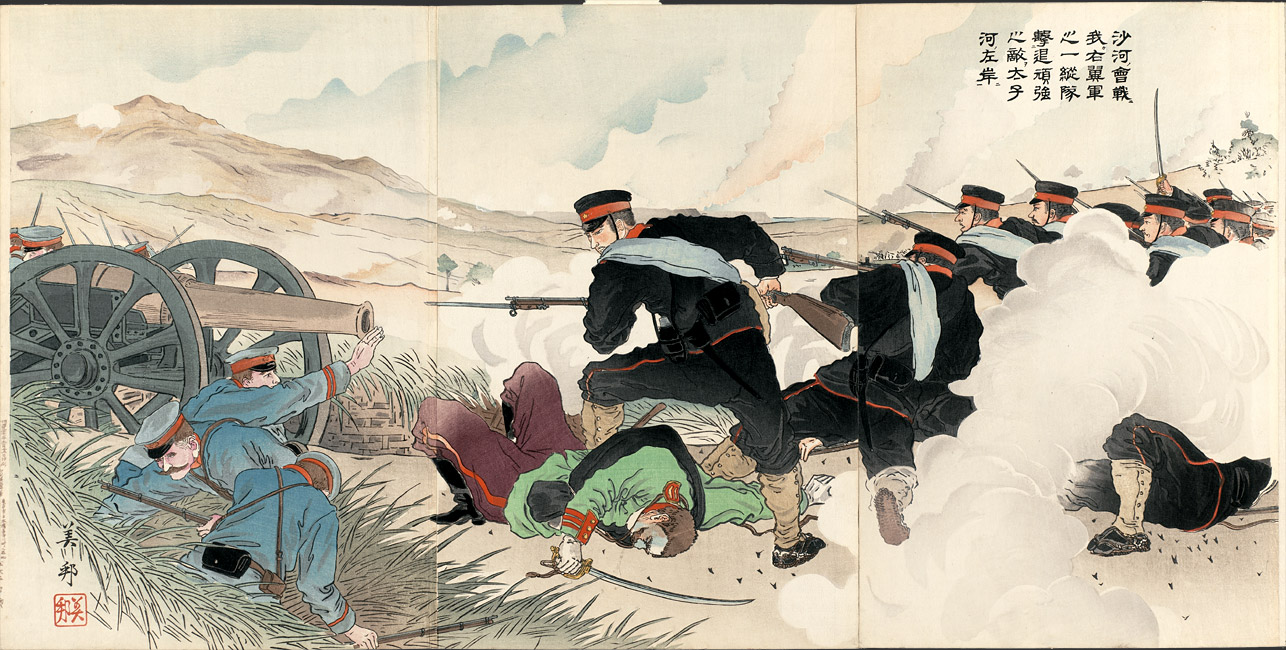
Grabado Ukiyo-e que representa a las tropas de la Guardia Imperial atacando una posición enemiga, durante la guerra ruso-japonesa.

Para 1885 la Guardia Imperial pasó a ser una de las siete nuevas divisiones que se formaron en el seno del Ejército Imperial Japonés. Cada división estaba compuesta por cuatro regimientos, que a su vez se componían de dos batallones. La División de Guardia Imperial fue acantonada en varios acuartelamientos alrededor de Tokio, pero sus reclutas procedían de todo el país. Mientras que otras unidades del Ejército reclutaban soldados procedentes de distintos estratos sociales —principalmente campesinos—, la División de Guardias Imperiales se componía de tropas selectas, especialmente escogidas. Sus fuerzas tenían la consideración de tropas de élite.
Las fuerzas imperiales vieron su primera acción militar durante la Rebelión de Satsuma, en 1877. Volvería a intervenir en combate durante la primera guerra sino-japonesa y la Invasión japonesa de Taiwán (1895), y especialmente durante la guerra ruso-japonesa (1904-1905). Después de 1905 se constituyó otro regimiento de guardias imperiales, formado con aborígenes taiwaneses. Durante la década de 1920 la División de Guardia Imperial fue expandida con la incorporación de nuevas unidades adicionales: un regimiento de caballería, un regimiento de artillería de campo, un batallón de ingenieros, así como otras unidades de diverso tipo.

### Segunda Guerra Mundial
En septiembre de 1939, la Guardia Imperial se dividió en dos partes. La primera brigada fue separada del cuerpo y enviada al sur de China, donde intervino en varias operaciones militares. Los regimientos de infantería 1.º y 2.º, así como el regimiento de caballería y otros servicios auxiliares quedaron agregados a esta brigada —que pasó a denominarse «Brigada mixta de guardias imperiales»—, con unos efectivos de cerca de 18.000 hombres. En octubre de 1940 participó en la ocupación de la Indochina francesa. En diciembre de aquel la brigada recibió, junto a la 18.ª División, un amplio entrenamiento en desembarcos anfibios y maniobras rápidas. A partir de enero de 1941 la brigada fue transformada en una unidad motorizada, antes de volver a quedar agregada de nuevo a la División de Guardia Imperial, en abril de 1941.
A finales de 1941, tras el ataque de Pearl Harbor y la entrada en guerra de Japón, la División de Guardias Imperiales fue enviada al sur del Pacífico para participar en la campaña de Malasia, agregada al 25.º Ejército. La división sufrió graves bajas durante los combates y además sus fuerzas perpetraron varios crímenes de guerra contra los prisioneros aliados, animadas a ello por el comandante de la misma, el teniente general Nishimura Takuma. La unidad desobedeció en repetidas ocasiones las órdenes del general Tomoyuki Yamashita, lo que acabó motivando que Takuma fuera destituido y que la división —a diferencia de otras unidades— no recibiera los honores imperiales.
En junio de 1943 la División original fue separada en dos unidades, creándose la 2.ª División la Guardia Imperial. En 1944 volvió a crearse una nueva unidad de guardias con el establecimiento de la 3.ª División de Guardias imperiales. Sin embargo, durante el resto de la contienda estas unidades permanecerieron en el Japón metropolitano.
Con el final de la Segunda Guerra Mundial, la Guardia Imperial fue disuelta.

### Implicación en golpes de Estado
Durante las décadas de 1930 y 1940, la Guardia Imperial estuvo relacionada con algunos golpes de Estado. Por ejemplo, en su seno hubo oficiales que ya desde 1933 conspiraban para dar un golpe de Estado contra el gobierno, algo que acabaría materializándose durante el llamado «Incidente del 26 de febrero» de 1936. Varias unidades de la Guardia Imperial, junto a tropas de la 1.ª División, participaron en la fallida sublevación militar. En agosto de 1945 elementos de la Guardia Imperial volvieron a estar relacionados con una intentona golpista. En la noche del 14 al 15 de agosto de 1945, varios oficiales golpistas asaltaron el Palacio Imperial de Tokio, con el objetivo de robar las grabacaciones en las que el emperador anunciaba la rendición de Japón. Contaban con la colaboración de varios oficiales de la Guardia Imperial, comprometidos en la conjura golpista. Uno de los rebeldes —Kenji Hatanaka— asesinó al comandante de la 1.ª División de Guardias Imperiales, el teniente general Takeshi Mori, tras negarse este a apoyar la sublevación. Durante unas horas los golpistas controlaron el Palacio Imperial, pero el golpe se acabó desmoronando y no se impidió la rendición del país.

### Posguerra y actualidad
Con la disolución de la Guardia Imperial, el 10 de septiembre de 1945 se estableció una nueva unidad de protección y seguridad, el Kin'ei-fu (禁衛 府), pero esta fuerza tuvo una vida operativa muy breve y acabaría siendo disuelta el 31 de marzo de 1946. Un año después, en 1947, se creó la «Sede de la Guardia Imperial» (皇宮警察本部 Kōgū-Keisatsu Honbu?), bajo el control del Ministerio del Interior. En 1954 pasó a depender de la Agencia Nacional de Policía de Japón.

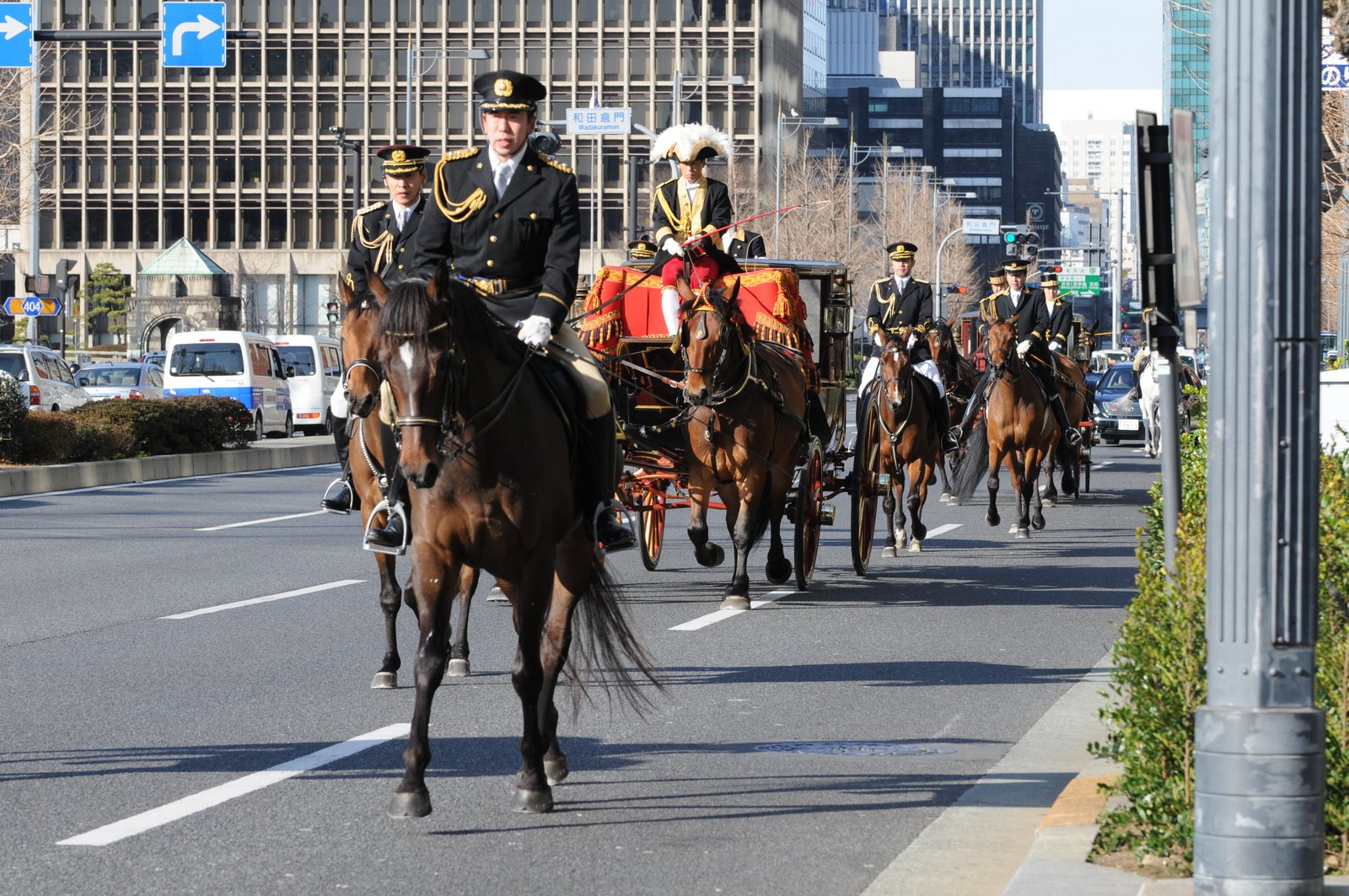
Policía montada de la Guardia Imperial durante una ceremonia oficial en Tokio (2009).

El organismo está compuesto por 900 efectivos de la policía de seguridad que proporcionan protección al emperador y a la emperatriz, al príncipe de la corona y a otros miembros de la familia imperial. También tienen bajo su responsabilidad la protección y vigilancia de las propiedades imperiales, como el Palacio imperial de Tokio, Palacio imperial de Kioto, o el Shōsōin de Nara, entre otras propiedades. La Guardia Imperial también mantiene una unidad policía montada —compuesta por catorce efectivos— para ser usada por guardias de honor en ceremonias de estado. Además de sus deberes de seguridad, la Guardia Imperial también es responsable de la lucha contra incendios dentro de los terrenos del Palacio, por lo que mantiene un equipo de bomberos y personal capacitado para este propósito.